# Драгойчинци
Драгойчинци е село в Западна България. То се намира в община Трекляно, област Кюстендил.

## География
Село Драгойчинци се намира в се намира в Кюстендилското Краище, на североизточните склонове на Милевска планина, в горната част на Драгойчинската долина.
Драгойчинци е разпръснат тип селище и се състои от махали: Злон дол, Срегньо усойе, Дайчавци, Градско ливагье, Рамнища, Цръквичка могила, Вагньица, Радулова падина, Давидова, Долньо село, Бориче, Пезул, Валог, Милева падина, Село, Зеинци, Корита (Поповци), Джикаре, Соколовци, Боскинци, Куркинци, Митарци и др.

## Население
| Година    | 1880 | 1900 | 1926 | 1934 | 1946 | 1956 | 1965 | 1975 | 1984 | 2009 |
| Население | 664  | 617  | 1012 | 1189 | 942  | 680  | 322  | 165  | 110  | 3    |

## История
Останките от късноантични и средновековни селища, църкви и крепост свидетелстват, че районът е бил населяван от дълбока древност. Край селото е разкрита еднокорабна късноантична църква.
Село Драгойчинци е старо средновековно селище, посочено в турски списък на джелепкешаните от 1576 – 1577 г. под името Драгойчинче към кааза Ълъджа (Кюстендил) с 5 данъкоплатци. В руска триверстова карта от 1878 г. селото е записано като Драгойчинци.
В края на XIX век селото има 14564 декара землище, от които 6698 дка гори, 4270 дка ниви, 1596 дка естествени ливади, 2000 дка мери и др. и се отглеждат 1846 овце, 483 говеда, 146 коня и 110 кози. Основен поминък на селяните са земеделието (основно ръж, овес и ечемик) и животновъдството (овце). Развити са домашните занаяти. Част от мъжете са сезонни строителни работници и миньори.
През 1884 г. е построена църквата „Свети пророк Илия“.
В селото има училище от преди Освобождението, като през 1912 г. е построена нова училищна сграда, разширена през 1935 г. През 1935 г. е основано читалище „Наука“, а през 1932 г. – Кредитна кооперация „Единство“. След въвеждането на държавния монопол в банковото дело (1947), кооперацията става всестранна, а през 1953 г. – селкооп. През 1960 г. е присъединена към потребителна кооперация „Съгласие“ – с. Средорек.
Построена е общинска сграда (1945), открита е пощенска станция (1951). През 1958 г. е учредено ТКЗС „Краище“, което от 1961 г. преминава в ДЗС – Трекляно, от 1979 г. в АПК „Краище“, което от 1983 г. е в състава на ЦКС.
Селото е електрифицирано (1965) и водоснабдено (1946).
Активни миграционни процеси. Масовото обезлюдяването на селото става след колективизацията. През 1963 г. се закрива и училището, което по това време има над 100-годишна история.

## Религия
Село Драгойчинци принадлежи в църковно-административно отношение към Софийска епархия, архиерейско наместничество Кюстендил. Населението изповядва източното православие.

## Исторически, културни и природни забележителности
- Средновековна крепост – Драгойчинци. Намира се на 650 метра северозападно от селската църква, в местността „Кулата“. От крепостта е запазена правоъгълна кула. При градежа са използвани сантрачи. На места по терена личат следи и от крепостна стена. Крепостта е достъпна от северозапад, където минава ров с ширина 3 – 5 м и дълбочина 3 м. Останалите страни са заобиколени от стръмни склонове. Теренът е залесен.
- Църква „Свети Илия“. Построена през 1884 г.с дължина 12 м, ширина 7 м, височина 4 м и дебелина на зидовете 90 см. Един от дарителите е Стоичко Станков. Осветена е от митрополит Партений.
- Оброк „Света Троица“. Намира се на около 1,2 км североизточно от църквата в местността „Злон дол“. На мястото има останки от стара късноантична църква – „Латинската църква“. Зидовете са затревени и обрасли с дървета. В апсидата са израсли четири буки, върху кората на които са изрязани кръстове.
- Оброк „Света Петка“. Намира се на около 700 метра югозападно от църквата, в гробищата при махала Митарци. Има останки от стара църква.
- Оброк „Свети свети Кирил и Методий“. Намира се на около 2 км северозападно от църквата при махалата Срегньо осое. Тук са развалините на църквата „Свети Тодор“.
- Паметник-чешма на загиналите във войните през 1912 – 1913 г., 1915 – 1918 г. и 1941 – 1945 г.
- Западно от селото, близо до сръбската граница се намира защитената местност „Находище на блатен плаун - с. Драгойчинци“

## Редовни събития
Ежегодно се провежда събор (земляческа среща) в съботата преди 12 юли (Петровден по стар стил).

## Личности
- Гюрга Пинджурова – народна певица, учителка в селското училище (1908 – 1910).
- Стоичко Зарев – кмет на село Драгойчинци в периода 1975 – 2002 година
- Стойчо Станоев Сотиров, роден в Драгойчинци на 25 юли 1914 г. Завършва курса на реалния отдел на държавната смесена гимназия в гр. Кюстендил през 1933 г. Същата година започва работа като учител в родното си село. Пенсионира се през 1971 г. като директор на Първо основно училище.
- Станой Ангелов – (1930 -1997), роден в с. Драгойчинци. Деец на Земеделския младежки съюз (ЗМС), политзатворник (1952 – 1961). Учител по обществознание в Образцов техникум по механотехника – София.
- Радко Стойчев Станков – изявен майстор-строител, един от многото майстори от селото и Краище.
- Сенто Николов Ангелов (1929 – 2010 г.), роден в с. Драгойчинци. Политзатворник 1952 – 1955 г. на о-в Белене, в затворите в Кюстендил, София, Шумен. Майстор-кофражист, участвал в строежа на комините на ТЕЦ Марица-Изток, Кремиковци, Бобов дол, Разлог и др., в строежа на национални обекти, обществени и жилищни сгради в цялата страна.